# Dean Water
Das Dean Water ist ein Fluss in den schottischen Council Areas Angus und Perth and Kinross.

## Lauf
Das Dean Water fließt am Westufer des Loch of Forfar am Westrand von Forfar ab. Über seinen gesamten Lauf folgt das Dean Water einer westlichen bis südwestlichen Richtung. Nach einem Lauf von 21 Kilometern mündet der Fluss 16 Kilometer westlich seiner Entstehung bei Meigle in den Isla, der schließlich über den Tay in die Nordsee entwässert.
Das Dean Water fließt verhältnismäßig träge. Dies ist in seinem geringen Gefälle begründet. Zwischen Abfluss und Mündung liegt eine Höhendifferenz von lediglich rund 15 Metern. Die Hauptzuflüsse des Dean Waters sind das Kerbet Water und der Glamis Burn. Beide sind linke Zuflüsse.

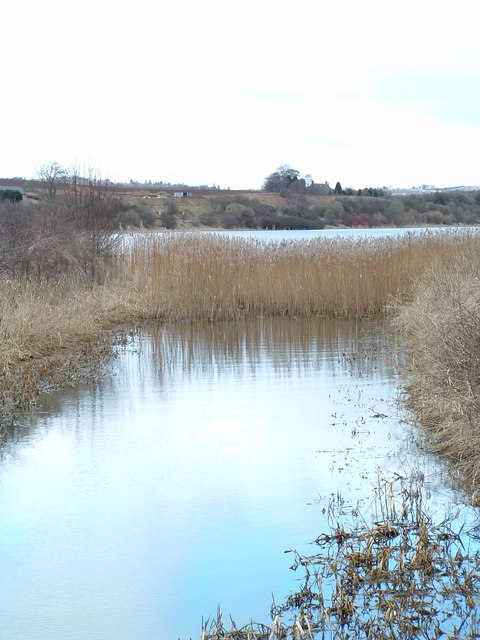
Abfluss aus dem Loch of Forfar
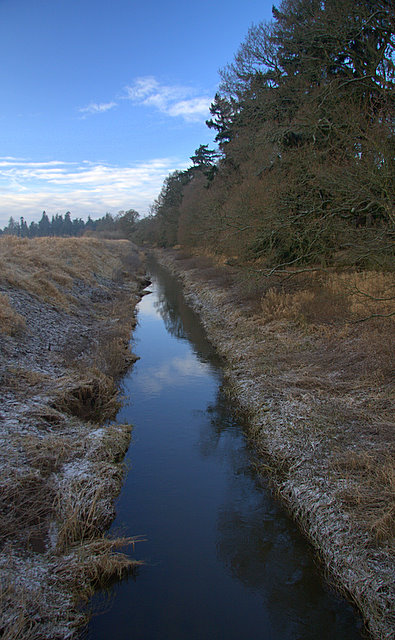
Oberlauf des Dean Waters
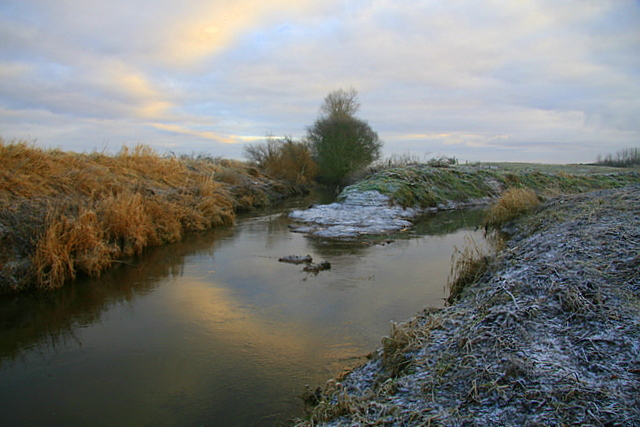
Mündung des Kerbet Waters (rechts)

## Umgebung
Das Dean Water durchfließt eine dünnbesiedelte Region. Nach wenigen Kilometern, nahe der Mündung des Glamis Burns, liegt Glamis Castle am linken Ufer. In der zweiten Hälfte seines Laufs markiert das Dean Water die Grenze zwischen Angus und Perth and Kinross. Erst sein letzter Mäander vor der Mündung liegt vollständig in Perth and Kinross, wo der Fluss auch in den Isla mündet.
Als nördlichste Befestigungslinie der römischen Besatzung Schottlands wurde im 1. Jahrhundert die Gask-Ridge-Linie errichtet. Zu ihren östlichsten Ausläufern zählt das Kastell Cardean, das nahe der Mündung des Dean Waters an dessen rechtem Ufer lag. Auf dem als Bodendenkmal geschützten Areal befindet sich außerdem ein Hügelgrab.
Eine kurze Strecke nach seinem Abfluss aus dem Loch of Forfar quert die A90 den Fluss. Auf Höhe von Glamis Castle überspannen drei denkmalgeschützte Bogenbrücken das Dean Water. Sie führen Zufahrtswege zu dem Anwesen beziehungsweise verbinden das Schloss mit den Gärten und Außenanlagen am gegenüberliegenden Ufer. Die Bridgend Bridge als Querung der von Kirriemuir nach Tealing führenden A928 ist ebenso denkmalgeschützt wie Cookston Bridge weiter flussabwärts. Die Old Bridge of Dean und die New Bridge of Dean überspannen das Dean Water zwischen dem Standort des Römerkastells und der Mündung.